# انار یگر
انار یَگر (استونیایی: Enar Jääger؛ زادهٔ ۱۸ نوامبر ۱۹۸۴) بازیکن فوتبال اهل استونی است.
از باشگاه‌هایی که در آن بازی کرده‌است می‌توان به باشگاه فوتبال وولرنگا، باشگاه فوتبال آسکولی، باشگاه فوتبال السوند اف. کی، باشگاه فوتبال لیرسه، باشگاه فوتبال تورپدو مسکو، و باشگاه فوتبال فلورا تالین اشاره کرد.
وی همچنین در تیم ملی فوتبال استونی بازی کرده‌است.